# Olympische Geschichte von Honduras
| Gelbes Symbol für Goldmedaillen mit stilisierten Olympischen Ringen | Graues Symbol für Silbermedaillen mit stilisierten Olympischen Ringen | Braundes Symbol für Bronzemedaillen mit stilisierten Olympischen Ringen |
| ------------------------------------------------------------------- | --------------------------------------------------------------------- | ----------------------------------------------------------------------- |
| —                                                                   | —                                                                     | —                                                                       |

Honduras, dessen NOK, das Comité Olímpico Hondureño, 1956 gegründet und im selben Jahr vom IOC anerkannt wurde, nimmt seit 1968 an Olympischen Sommerspielen teil. 1972 verzichtete man auf eine Teilnahme, 1980 schloss man sich dem Boykott der Spiele von Moskau an. 1992 wurde das bisher einzige Mal an Winterspielen teilgenommen. Jugendliche Sportler wurden zu den beiden bislang ausgetragenen Jugend-Sommerspielen geschickt.

## Allgemeine Übersicht

### Sommerspiele

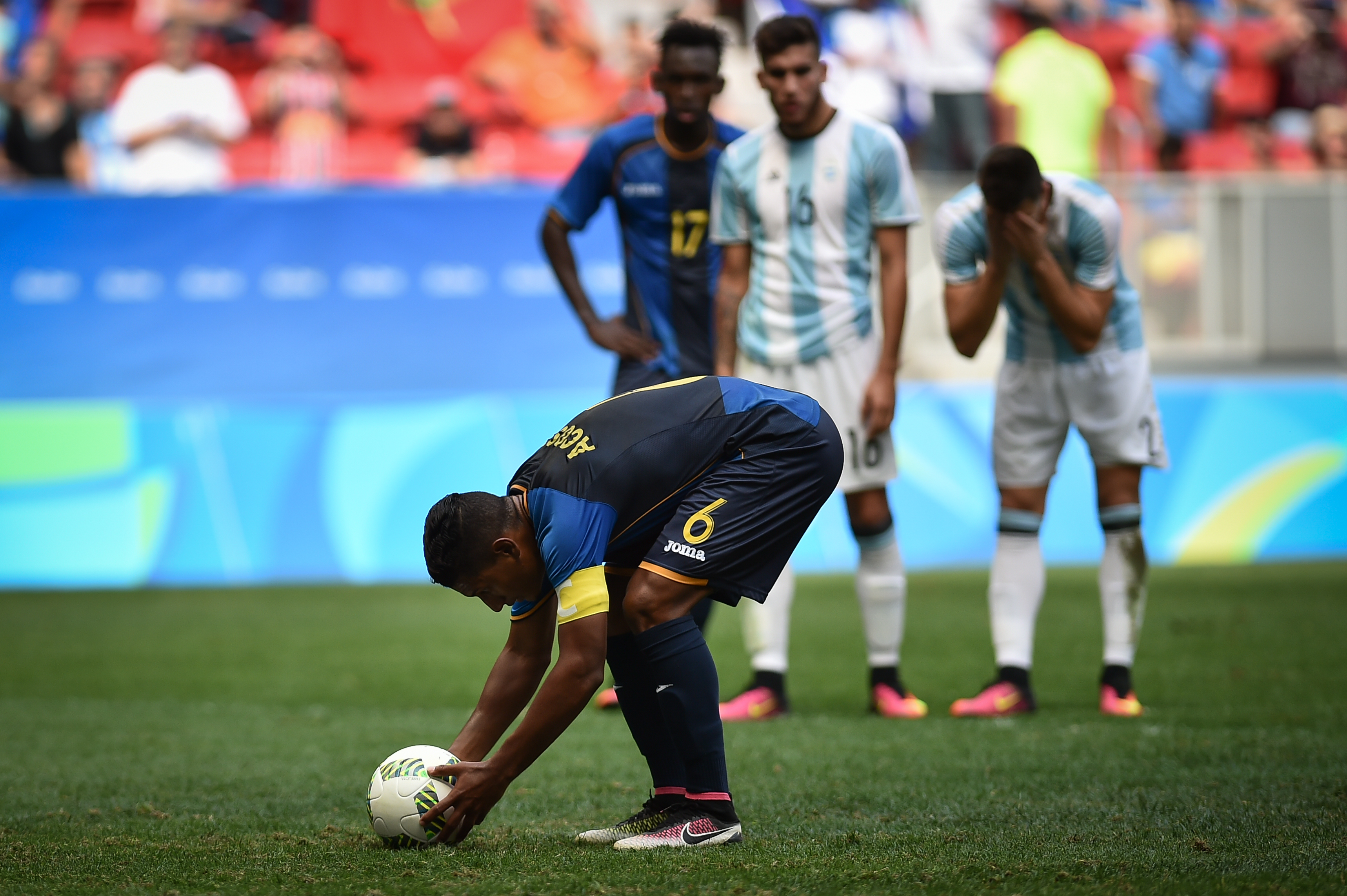
Szene aus dem Vorrundenspiel 2016 gegen Argentinien: Lozano (9) legt sich den Ball zurecht. Im Hintergrund mit der 17 Elis

Die erste Olympiamannschaft von Honduras bestand 1968 in Mexiko-Stadt aus sechs Leichtathleten. Erster Olympionike des Landes war am 13. Oktober 1968 der 10.000-Meter-Läufer Rodolfo Erazo. Zu den Spielen von 1972 in München wurde keine Mannschaft entsandt. Honduras folgte dem Boykottaufruf der USA und blieb den Spielen von Moskau 1980 fern. 1984 in Los Angeles nahmen erstmals honduranische Schwimmer und ein Judoka teil. Mit der Schwimmerin María Lardizábal nahm am 29. Juli 1984 die erste Frau aus Honduras an Olympischen Spielen teil. 
1988 in Seoul kamen die ersten honduranischen Boxer zum Einsatz, 1992 in Barcelona die erste Fechterin und der erste Gewichtheber. 2000 in Sydney nahm erstmals eine U-23-Fußballnationalmannschaft aus Honduras am olympischen Turnier teil. Mit einem Sieg, einem Unentschieden und einer Niederlage scheiterte das Team in der Vorrunde. 2004 in Athen nahm erstmals eine honduranische Tischtennisspielerin teil, 2008 ein Taekwondoin und ein Ruderer, 2012 in London eine Schützin und ein Ringer. Ein 1:0-Sieg über Spanien sowie zwei Unentschieden brachte die Fußballauswahl der Männer ins Viertelfinale. Hier verloren sie mit 2:3 gegen Brasilien.
Auch 2016 in Rio de Janeiro sorgten die Fußballer für das beste Ergebnis. Mit einem Sieg, einem Unentschieden und einer Niederlage qualifizierte sich Honduras auf Grund der besseren Tordifferenz gegenüber Argentinien für das Viertelfinale. Hier wurde Südkorea mit 1:0 besiegt. Im Halbfinale kam es zum Duell gegen Gastgeber Brasilien. Mit 0:6 wurde Honduras deklassiert. Das Spiel um Bronze gegen Nigeria wurde dann mit 2:3 verloren.

### Winterspiele
Honduras nahm ein Mal, 1992 in Albertville, an Olympischen Winterspielen teil. Erste und bislang einzige honduranische Wintersportlerin war die Skilangläuferin Jenny Palacios-Stillo, die am 9. Februar 1992 über 15 Kilometer antrat.

### Jugendspiele
Mit drei Jugendlichen nahm Honduras an den Jugend-Sommerspielen 2010 in Singapur teil. Der Judoka Kevin Fernández gewann mit dem Gemischten Team die Bronzemedaille. Diese Medaille wird der Medaillenbilanz der Gemischten Teams zugerechnet. 2014 in Nanjing nahmen 21 Jugendliche teil, darunter eine Fußballauswahl. 

## Übersicht der Teilnahmen

### Sommerspiele
| Jahr      | Athleten           | Athleten           | Athleten           | Flaggenträger         | Sportarten         | Sportarten         | Sportarten         | Sportarten         | Sportarten         | Sportarten         | Sportarten         | Sportarten         | Sportarten         | Sportarten         | Sportarten         | Sportarten         | Medaillen          | Medaillen          | Medaillen          | Medaillen          | Medaillen          |
| Jahr      | Gesamt             | m                  | w                  | Flaggenträger         | Leichtathletik     | Schwimmen          | Judo               | Boxen              | Fechten            | Gewichtheben       | Fußball            | Tischtennis        | Taekwondo          | Rudern             | Schießen           | Ringen             |                    |                    |                    | Gesamt             | Rang               |
| --------- | ------------------ | ------------------ | ------------------ | --------------------- | ------------------ | ------------------ | ------------------ | ------------------ | ------------------ | ------------------ | ------------------ | ------------------ | ------------------ | ------------------ | ------------------ | ------------------ | ------------------ | ------------------ | ------------------ | ------------------ | ------------------ |
| 1896–1954 | nicht teilgenommen | nicht teilgenommen | nicht teilgenommen | nicht teilgenommen    | nicht teilgenommen | nicht teilgenommen | nicht teilgenommen | nicht teilgenommen | nicht teilgenommen | nicht teilgenommen | nicht teilgenommen | nicht teilgenommen | nicht teilgenommen | nicht teilgenommen | nicht teilgenommen | nicht teilgenommen | nicht teilgenommen | nicht teilgenommen | nicht teilgenommen | nicht teilgenommen | nicht teilgenommen |
| 1968      | 6                  | 6                  | 0                  |                       | 6                  |                    |                    |                    |                    |                    |                    |                    |                    |                    |                    |                    |                    |                    |                    |                    |                    |
| 1972      | nicht teilgenommen | nicht teilgenommen | nicht teilgenommen | nicht teilgenommen    | nicht teilgenommen | nicht teilgenommen | nicht teilgenommen | nicht teilgenommen | nicht teilgenommen | nicht teilgenommen | nicht teilgenommen | nicht teilgenommen | nicht teilgenommen | nicht teilgenommen | nicht teilgenommen | nicht teilgenommen | nicht teilgenommen | nicht teilgenommen | nicht teilgenommen | nicht teilgenommen | nicht teilgenommen |
| 1976      | 3                  | 3                  | 0                  |                       | 3                  |                    |                    |                    |                    |                    |                    |                    |                    |                    |                    |                    |                    |                    |                    |                    |                    |
| 1980      | nicht teilgenommen | nicht teilgenommen | nicht teilgenommen | nicht teilgenommen    | nicht teilgenommen | nicht teilgenommen | nicht teilgenommen | nicht teilgenommen | nicht teilgenommen | nicht teilgenommen | nicht teilgenommen | nicht teilgenommen | nicht teilgenommen | nicht teilgenommen | nicht teilgenommen | nicht teilgenommen | nicht teilgenommen | nicht teilgenommen | nicht teilgenommen | nicht teilgenommen | nicht teilgenommen |
| 1984      | 10                 | 7                  | 3                  | Carlos Solo           | 3                  | 6                  | 1                  |                    |                    |                    |                    |                    |                    |                    |                    |                    |                    |                    |                    |                    |                    |
| 1988      | 8                  | 7                  | 1                  | Santiago Fonseca      | 3                  | 3                  |                    | 2                  |                    |                    |                    |                    |                    |                    |                    |                    |                    |                    |                    |                    |                    |
| 1992      | 10                 | 7                  | 3                  | Ana Fortin            | 4                  | 4                  |                    |                    | 1                  | 1                  |                    |                    |                    |                    |                    |                    |                    |                    |                    |                    |                    |
| 1996      | 7                  | 4                  | 3                  | Darwin Angeles        | 1                  | 1                  | 3                  | 2                  |                    |                    |                    |                    |                    |                    |                    |                    |                    |                    |                    |                    |                    |
| 2000      | 20                 | 18                 | 2                  | Alejandro Castellanos | 1                  | 2                  |                    |                    |                    |                    | 17                 |                    |                    |                    |                    |                    |                    |                    |                    |                    |                    |
| 2004      | 5                  | 3                  | 2                  | Izza Medina           | 1                  | 2                  | 1                  |                    |                    |                    |                    | 1                  |                    |                    |                    |                    |                    |                    |                    |                    |                    |
| 2008      | 25                 | 23                 | 2                  | Miguel Ferrera        | 2                  | 2                  |                    |                    |                    |                    | 16                 |                    | 1                  | 1                  |                    |                    |                    |                    |                    |                    |                    |
| 2012      | 25                 | 22                 | 3                  | Ronald Bennett        | 2                  | 2                  | 1                  | 1                  |                    | 1                  | 16                 |                    |                    |                    | 1                  | 1                  |                    |                    |                    |                    |                    |
| 2016      | 26                 | 25                 | 1                  | Rolando Palacios      | 1                  | 2                  | 1                  | 1                  |                    | 1                  | 18                 |                    | 1                  |                    |                    |                    |                    |                    |                    |                    |                    |
| Gesamt    | Gesamt             | Gesamt             | Gesamt             | Gesamt                | Gesamt             | Gesamt             | Gesamt             | Gesamt             | Gesamt             | Gesamt             | Gesamt             | Gesamt             | Gesamt             | Gesamt             | Gesamt             | Gesamt             | 0                  | 0                  | 0                  | 0                  | -                  |

### Winterspiele
| Jahr      | Athleten           | Athleten           | Athleten           | Flaggenträger         | Sportarten         | Medaillen          | Medaillen          | Medaillen          | Medaillen          | Medaillen          |
| Jahr      | Gesamt             | m                  | w                  | Flaggenträger         | Skilanglauf        |                    |                    |                    | Gesamt             | Rang               |
| --------- | ------------------ | ------------------ | ------------------ | --------------------- | ------------------ | ------------------ | ------------------ | ------------------ | ------------------ | ------------------ |
| 1924–1988 | nicht teilgenommen | nicht teilgenommen | nicht teilgenommen | nicht teilgenommen    | nicht teilgenommen | nicht teilgenommen | nicht teilgenommen | nicht teilgenommen | nicht teilgenommen | nicht teilgenommen |
| 1992      | 1                  | 0                  | 1                  | Jenny Palacios-Stillo | 1                  |                    |                    |                    |                    |                    |
| 1994–2018 | nicht teilgenommen | nicht teilgenommen | nicht teilgenommen | nicht teilgenommen    | nicht teilgenommen | nicht teilgenommen | nicht teilgenommen | nicht teilgenommen | nicht teilgenommen | nicht teilgenommen |
| Gesamt    | Gesamt             | Gesamt             | Gesamt             | Gesamt                | Gesamt             | 0                  | 0                  | 0                  | 0                  | -                  |

### Jugend-Sommerspiele
| Jahr   | Athleten | Athleten | Athleten | Flaggenträger     | Sportarten | Sportarten | Sportarten   | Sportarten | Sportarten | Medaillen | Medaillen | Medaillen | Medaillen | Medaillen |
| Jahr   | Gesamt   | m        | w        | Flaggenträger     | Judo       | Schwimmen  | Gewichtheben | Fußball    | Ringen     |           |           |           | Gesamt    | Rang      |
| ------ | -------- | -------- | -------- | ----------------- | ---------- | ---------- | ------------ | ---------- | ---------- | --------- | --------- | --------- | --------- | --------- |
| 2010   | 4        | 3        | 1        | Christopher Pavón | 1          | 2          | 1            |            |            |           |           |           |           |           |
| 2014   | 21       | 20       | 1        |                   |            | 2          |              | 18         | 1          |           |           |           |           |           |
| Gesamt | Gesamt   | Gesamt   | Gesamt   | Gesamt            | Gesamt     | Gesamt     | Gesamt       | Gesamt     | Gesamt     | 0         | 0         | 0         | 0         | -         |

### Jugend-Winterspiele
| Jahr      | Athleten           | Athleten           | Athleten           | Flaggenträger      | Sportarten         | Medaillen          | Medaillen          | Medaillen          | Medaillen          | Medaillen          |
| Jahr      | Gesamt             | m                  | w                  | Flaggenträger      | Sportarten         |                    |                    |                    | Gesamt             | Rang               |
| --------- | ------------------ | ------------------ | ------------------ | ------------------ | ------------------ | ------------------ | ------------------ | ------------------ | ------------------ | ------------------ |
| 2012–2016 | nicht teilgenommen | nicht teilgenommen | nicht teilgenommen | nicht teilgenommen | nicht teilgenommen | nicht teilgenommen | nicht teilgenommen | nicht teilgenommen | nicht teilgenommen | nicht teilgenommen |
| Gesamt    | Gesamt             | Gesamt             | Gesamt             | Gesamt             | Gesamt             | 0                  | 0                  | 0                  | 0                  | -                  |

## Medaillengewinner

### Goldmedaillen
Bislang (Stand 2025) keine Goldmedaille

### Silbermedaillen
Bislang (Stand 2025) keine Silbermedaille

### Bronzemedaillen
Bislang (Stand 2025) keine Bronzemedaille